# رودریگو د چیونیو
رودریگو د چیونیو (انگلیسی: Rodrigo De Ciancio؛ زادهٔ ۳۰ مارس ۱۹۹۵) بازیکن فوتبال اهل آرژانتین است.
از باشگاه‌هایی که در آن بازی کرده‌است می‌توان به باشگاه ورزشی سن لورنسو آلماگرو اشاره کرد.